# ICHIBAN-BLOW
『ICHIBAN-BLOW』（イチバン・ブロウ）は、日本のロックバンド、SONS OF ALL PUSSYSのミュージック・クリップ集。2004年7月7日発売。発売元はDanger Crue Records。

## 解説
SONS OF ALL PUSSYSが発表したミュージック・クリップ集。本作のタイトルはSONS OF ALL PUSSYSの略称、S.O.A.P.（＝石鹸）から連想し「一番風呂」から取られている。
これまでにリリースした『GRACE』『gimme A guitar』『high』のミニアルバム3作から「GRACE」（『GRACE』収録）、「罪の眺め」（『gimme A guitar』収録）、「high!」（『high』収録）の3曲のミュージック・ビデオに加え、本作と同日にリリースされたシングル「Paradise」のミュージック・ビデオが収められている。
本作は、初回限定盤（DVD）と通常盤（DVD）の2形態でリリースされている。なお、本作の初回盤とシングル「Paradise」の初回盤A・Bを同時購入すると、限定映像作品『オフィシャル ブートレグ DVD』が漏れなく貰える施策が行われている。

## 収録曲
1. GRACE
2. 罪の眺め
3. high!
4. Paradise